# Melchiade Gabba

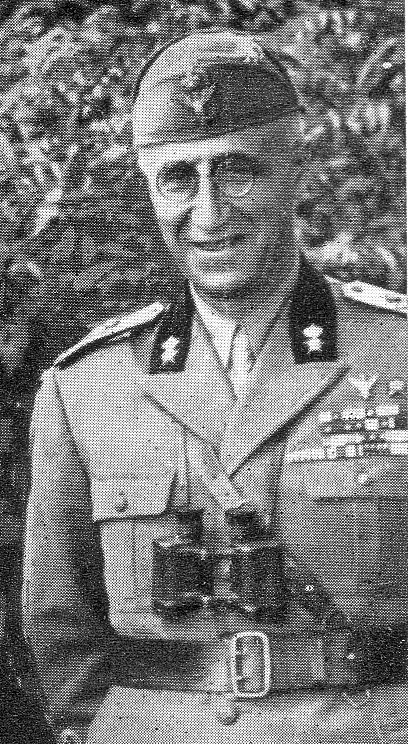
Melchiade Gabba

Melchiade Gabba (* 20. August 1874 in Mailand; † 17. November 1952 in Rom) war ein italienischer General und Senator. Nach dem Sturz Mussolinis war er in der Regierung Badoglio zwischen Juli 1943 und Februar 1944 Minister für Italienisch-Afrika.

## Leben

### Offizierslaufbahn, Erster Weltkrieg und Abessinienkrieg
Melchiade Gabba, Sohn von Alberto Gabba und Giulia Sozzani, absolvierte eine Offiziersausbildung an der Militärakademie, die er am 15. Oktober 1892 abschloss. Nachdem er die Schule für Artillerie- und Genietruppen abgeschlossen hatte, wurde er am 8. August 1895 Offizier der Artillerie des königlichen Heeres. 1905 war er Absolvent der Kriegsschule. Er erhielt am 31. Dezember 1914 das Ritterkreuz des Orden der Krone von Italien und nahm zwischen 1915 und 1918 am Ersten Weltkrieg teil. Während dieser Zeit war er unter anderem Chef des Stabes der 13. und der 57. Infanterie-Division. Ferner fungierte er als Chef des Stabes des XXIX. sowie des XIV. Korps und im Anschluss als Chef des Stabes der Territorial-Division Chieti. Am 14. Januar 1916 bekam er ferner das Ritterkreuz des Ritterordens der hl. Mauritius und Lazarus sowie am 28. Februar 1918 auch das Ritterkreuz des Militärordens von Italien. Für seine Verdienste im Ersten Weltkrieg sowie als Offizier erhielt er des Weiteren das Kriegskreuz für Tapferkeit (italienisch Croce di guerra al valor militare), das Kriegsverdienstkreuz, die Erinnerungsmedaille an den italienisch-österreichischen Krieg, die Interalliierte Siegesmedaille  sowie die Gedenkmedaille zur Einheit Italiens und das Kreuz für den Militärdienst in Gold (italienisch Croce d’oro per anzianità di servizio militare).
1919 wurde Gabba Mitglied der Italienischen Geographischen Gesellschaft und erhielt am 30. Dezember 1919 das Offizierskreuz des Ritterordens der hl. Mauritius und Lazarus. Er war ferner als Oberst von 1919 bis zum 20. Juni 1920 Chef der Militärmission in Transkaukasien und bekam am 11. November 1920 auch das Offizierskreuz des Militärordens von Italien verliehen. Nach seiner Rückkehr war er Chef des Stabes des Korps Milano sowie Chef der Operationsabteilung im Generalstab des Heeres, ehe er 1921 Sekretär des Heeresrates (italienisch Consiglio dell’Esercito) wurde. Am 12. Mai 1921 wurde er Kommandeur des Ordens der Krone von Italien und erhielt nach einem Einsatz in Eritrea am 17. Mai 1923 auch das Ritterkreuz des Kolonial-Orden vom Stern von Italien sowie am 14. März 1926 auch die Würde als Kommandeur des Kolonial-Ordens vom Stern von Italien. Nach seiner Beförderung zum Brigadegeneral am 30. Mai 1926 wurde er Chef des Stabes der Heerestruppen in Mailand. In der Folgezeit war er Kommandeur der Infanterie-Division Curtatone sowie der Infanterie-Division Montanara und erhielt als solcher am 1. Januar 1931 seine Beförderung zum Divisionsgeneral. Am 1. Dezember 1930 wurde er Großoffizier des Kolonial-Ordens vom Stern von Italien sowie am 15. Januar 1931 zudem auch Kommandeur des Ritterordens der hl. Mauritius und Lazarus.
Im Anschluss fungierte General Gabba zwischen dem 17. November 1932 und dem 25. Februar 1935 als Chefadjutant (Aide-de-camp) von Kronprinz Umberto und wurde für seine Verdienste in dieser Zeit am 11. November 1933 auch Großoffizier des Ordens der Krone von Italien. Zugleich wurde er Kronprinzen-Adjutant am 9. Mai 1934 zum Korpskommandant befördert und zudem am 12. Mai 1934 für einen Generalsrang designiert. Bereits im Januar 1934 war er zudem der Nationalen Faschistischen Partei PNF beigetreten. Am 11. November 1934 erhielt er das Großkreuz des Ordens der Krone von Italien und am 21. März 1935 auch die Würde eines Großoffiziers des Ritterordens der hl. Mauritius und Lazarus. Nachdem er im Abessinienkrieg (3. Oktober 1935 bis 9. Mai 1936) Chef des Stabes sowie Brigadegeneral Fidenzio Dall’Ora Generalintendant im Obersten Hauptquartier von Marschall Emilio De Bono in Italienisch-Ostafrika war, wurde er für seine dortigen Verdienste am 9. Juli 1936 Großoffizier des Kolonial-Ordens vom Stern von Italien. Ferner erhielt er die Gedenkmedaille um die Feldzüge in Afrika, die Gedenkmedaille der Feldzüge in Ostafrika sowie die Medaille für langjährige militärische Verdienste als Kommandeur (italienisch Medaglia militare al merito di lungo comando). Nach seiner Rückkehr übernahm er am 21. August 1936 den Posten als Kommandeur der Heerestruppen in Neapel und bekam am 14. Januar 1937 auch das Großkreuz des Ritterordens der hl. Mauritius und Lazarus verliehen.

### Zweiter Weltkrieg, Senator und Minister
Am 20. August 1938 wurde General Gabba zum Kriegsministerium abgeordnet und am 17. April 1939 zum Senator des Königreichs ernannt. Er war zwischen dem 17. April 1939 und dem 10. Juli 1941 Mitglied der Kommission für die Angelegenheiten von Italienisch-Afrika (italienisch Commissione degli affari dell'Africa italiana) und erhielt am 29. Juni 1940 seine Beförderung zum Armeegeneral, wobei diese Beförderung auf den 15. April 1936 zurückdatiert wurde. Einen Monat später schied er am 31. Juli 1940 aus dem aktiven Militärdienst. Er war vom 10. Juli 1941 bis zum 5. August 1943 Vizepräsident der Kommission für die Angelegenheiten von Italienisch-Afrika. Nach dem Sturz Mussolinis übernahm er am 26. Juli 1943 im ersten Kabinett Badoglio das Amt als Minister für Italienisch-Afrika (italienisch Ministro dell’Africa Italiana) und bekleidete dieses Amt bis zum 24. Februar 1944.
Im August 1944 wurde Gabba, der mit Natalia Gurguembecof verheiratet war, vom Obersten Gerichtshof für Sanktionen gegen den Faschismus ACGSF (italienisch Alta Corte di Giustizia per le Sanzioni contro il Fascismo) aufgrund seines Senatssitzes angeklagt. Den Senatoren wurde vorgeworfen, dass diese dafür verantwortlich waren, den Faschismus aufrechterhalten und den Krieg sowohl mit ihren Stimmen als auch mit individuellen Aktionen ermöglicht zu haben, einschließlich Propaganda, die außerhalb und innerhalb des Senats ausgeübt wurde. Mit 30. Oktober 1944 verlor er daraufhin seinen Senatssitz. Das Urteil wurde am 8. Juli 1948 in letzter Instanz vom Obersten Kassationsgerichtshof bestätigt.